# Pirkko Määttä
Pour les articles homonymes, voir Määttä.
Pirkko Määttä, née le 7 mars 1959 à Kuusamo, est une ancienne fondeuse finlandaise.

## Jeux olympiques
- Jeux olympiques d'hiver de 1984 à Sarajevo 
  -  Médaille de bronze en relais 4 × 5 km.
- Jeux olympiques d'hiver de 1988 à Calgary 
  -  Médaille de bronze en relais 4 × 5 km.

## Championnats du monde
- Championnats du monde de ski nordique 1989 à Lahti 
  -  Médaille d'or en relais 4 × 5 km.
  -  Médaille d'argent sur 10 km.
  -  Médaille de bronze sur 15 km.

## Coupe du monde
- Meilleur classement final: 9e en 1986 et 1989.
- 2 podiums.